# گرافیت هسته‌ای

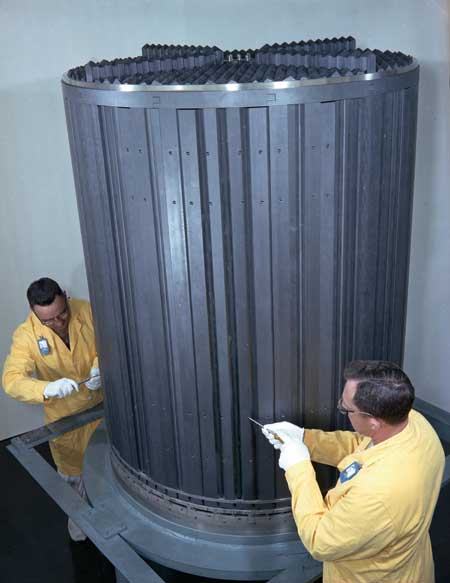
هسته گرافیتی یک رآکتور نمک گداخته

گرافیت هسته‌ای (انگلیسی: Nuclear graphite) به کلیه گریدهای گرافیت که به عنوان آرام کننده نوترون و یا Neutron reflector در راکتورهای هسته ای مورد استفاده قرار می‌گیرند گفته می‌شود. گرافیت به دلیل خلوص بالا و مقاومت خوب در برابر درجه حرارت‌های بالا، کاربرد زیادی در صنایع هسته ای دارد. این نوع خاص گرافیت باید فاقد مواد جاذب نوترون از جمله بور باشد.